# Alpha (álbum de A9)
Alpha es el segundo álbum de la banda japonesa A9, lanzado el 28 de noviembre de 2007. Su edición limitada viene con un DVD con dos videos promocionales.

## Lista de canciones
Disco 1 (CD)
1. "ZERO" – 4:49
2. "cosmic world" – 5:09
3. "Aoi Tori" (蒼い鳥) – 3:24
4. "JEWELS" – 4:47
5. "9th Revolver" – 3:03
6. "-Dice-" – 3:27
7. "NUMBER SIX." – 5:38
8. "Kousai"  (虹彩) – 7:37
9. "WHITE PRAYER" – 4:01
10. "Eraser" (イレイザー) – 5:02
11. "Blue Planet" (ブループラネット) – 3:19
12. "Cradle to [Alpha]" – 2:24

Disco 2 (DVD, solo edición limitada)
1. "cosmic world" video promocional.
2. "Blue Planet" video promocional.